# Katzhütte

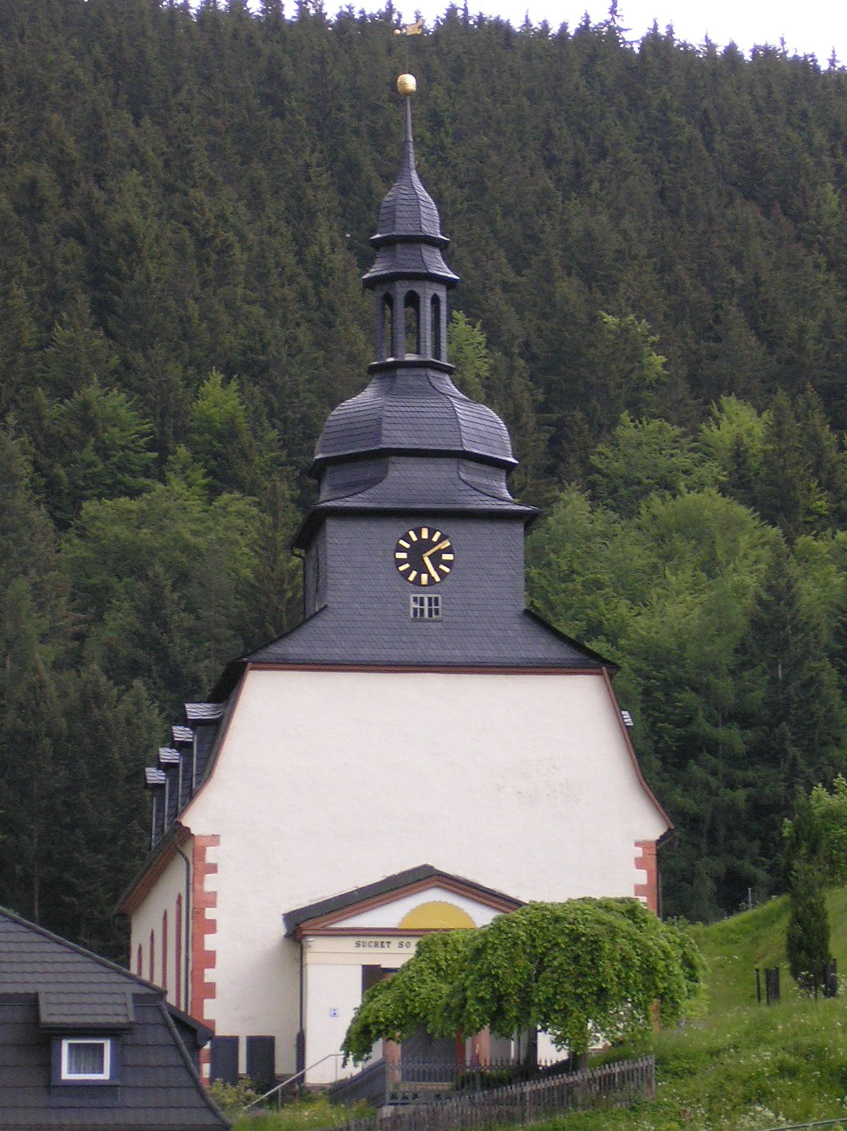
Kirche

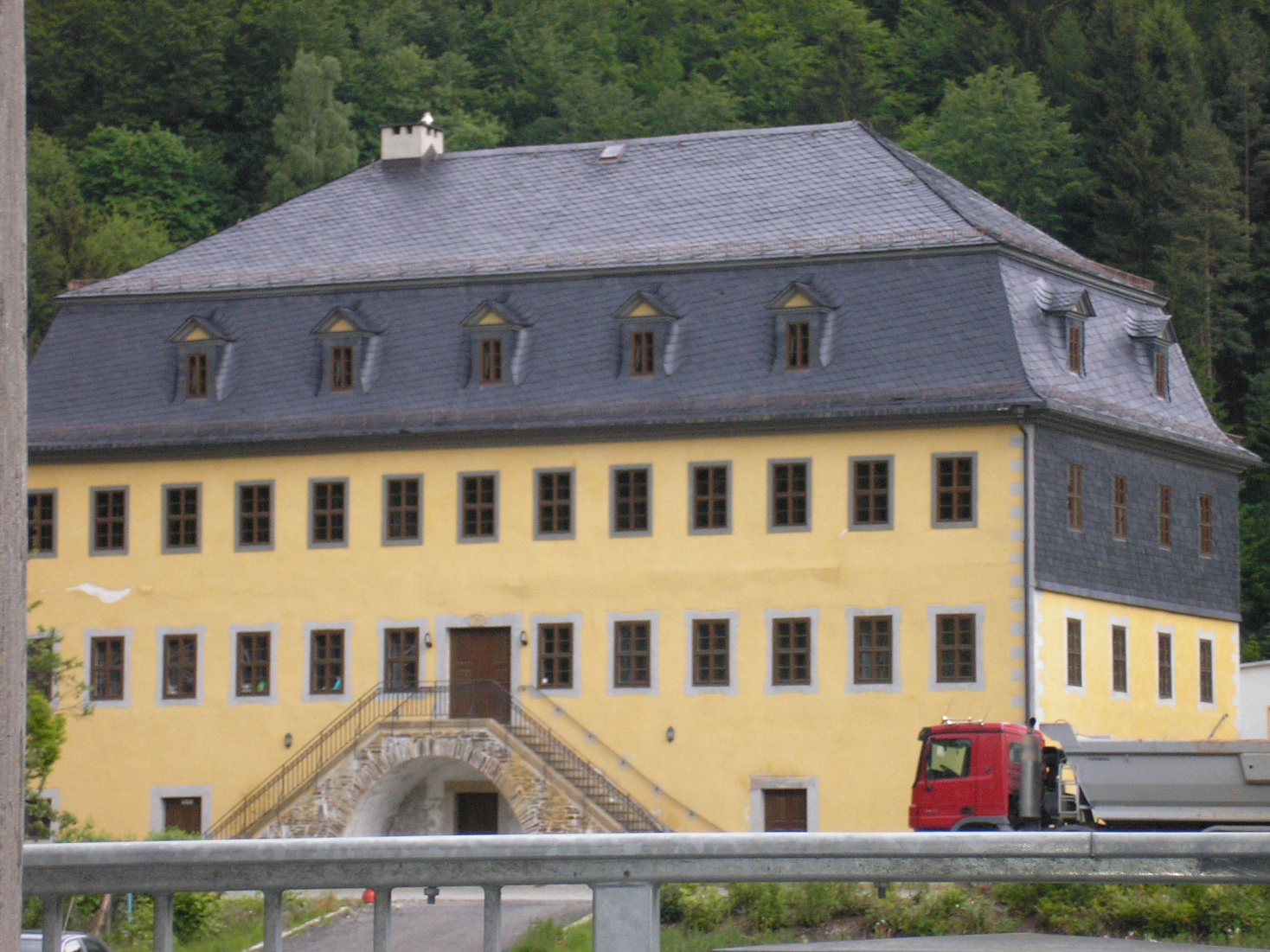
Rathaus

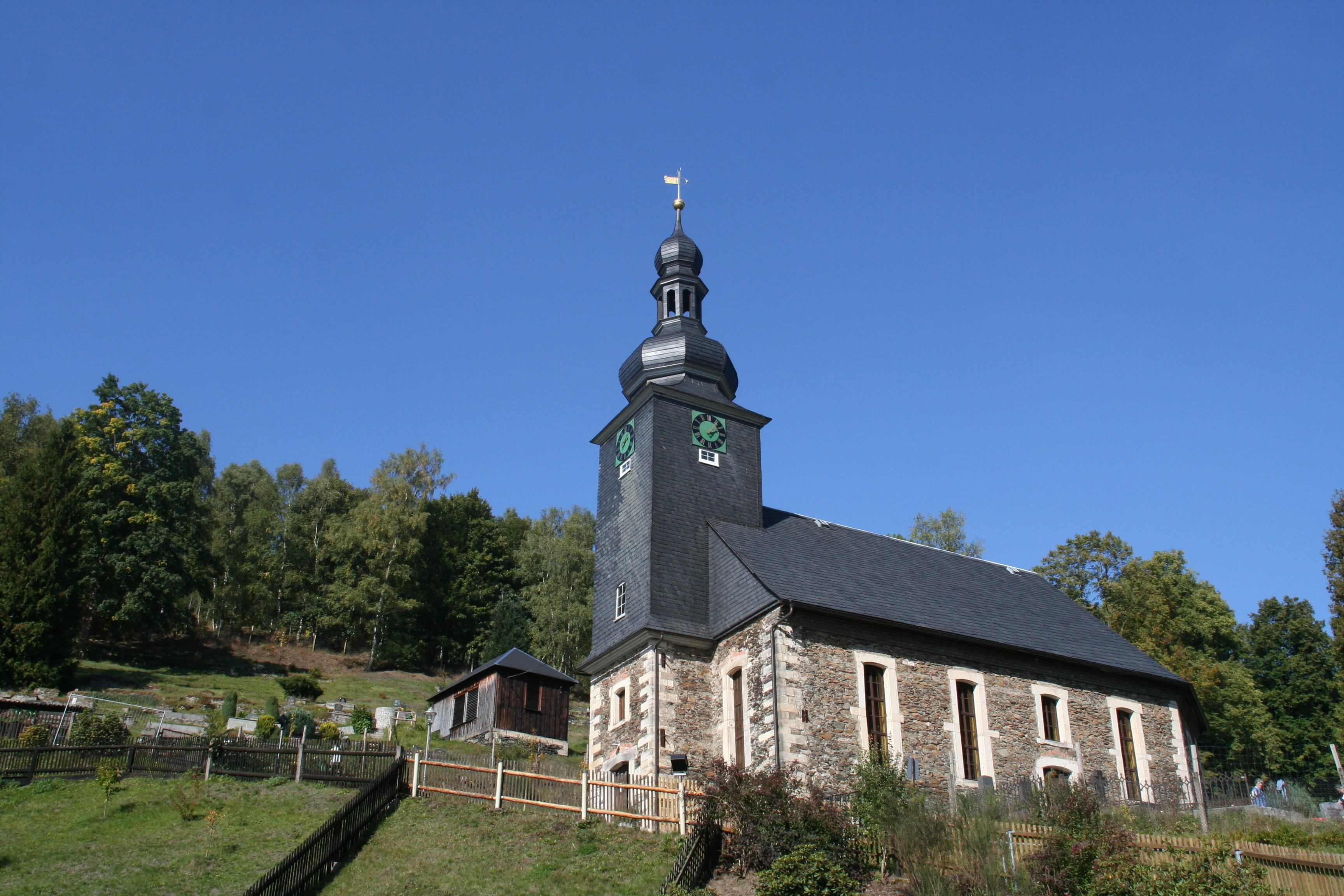
Kirche in Oelze

Katzhütte ist eine Gemeinde im Landkreis Saalfeld-Rudolstadt. Die Gemeinde gehört der Verwaltungsgemeinschaft Schwarzatal an, die ihren Verwaltungssitz in der Stadt Schwarzatal hat. Der Ort besteht aus den Ortsteilen Katzhütte und Oelze.

## Geografie
Die Gemeinde Katzhütte liegt im nordwestlichen Teil des Thüringer Schiefergebirges und bildet das Zentrum des oberen Schwarzatales.
Der Ort hat sich auf Grund seiner Lage in Kerbtälern zu einem Straßendorf entwickelt. Auf einer Länge von 5,3 km ziehen sich die Häuser an der Schwarza entlang. Doch auch die Nebentäler wurden frühzeitig besiedelt. So beträgt die Entfernung vom Ortsausgang in Richtung Neuhaus am Rennweg  bis zum letzten  Haus in der Masserberger Straße  5,4 km.
Hohe und steile Berge umgeben den Ort. Zuerst wäre das Wurzelbergmassiv  zu nennen, ein Gebirgsstock, dessen höchster Gipfel, der Große Farmdenkopf (868 m), dem Oberbecken des Pumpspeicherwerkes Goldisthal weichen musste. Die Höhe des Wurzelberges wird mit 843 m angegeben.
Auf der linken Seite der Schwarza flussabwärts folgen im Uhrzeigersinn Vorderer Schmiedebacher Kopf (630 m), Oelzer Rain (698 m), Oelzer Stieg (672 m) und Scheffelsberg (608 m). Daran schließen sich auf der rechten Seite der Schwarza flussaufwärts Hainberg (604 m) und Rosenberg (716 m) an.
Zahlreiche Flüsse haben sich tief in das Gebirgsmassiv eingeschnitten. In der Ortslage Katzhütte münden flussabwärts von links Masse, Oelze, Schwemmbach und Amselbach in die Schwarza. Die größten Zuflüsse flussabwärts auf der rechten Seite sind Haspiseife, Katze und Weiße Schwarza.

## Geschichte
Die heutigen Grenzen des Ortes entstanden durch die Eingemeindung des Nachbarortes Oelze am 1. Juli 1950. Bei ihrer Entstehung hatte sie etwa 3800 Einwohner. Seit der Zusammenlegung ist die Einwohnerzahl stark zurückgegangen. Die Gemeinde Katzhütte zählte Ende 2004 nach amtlichen Angaben noch 2197 Einwohner und 2012 nur noch 1486.
Am 23. Dezember 1565 erhielt eine Leipziger Saigerhandelsgesellschaft von den Schwarzburger Grafen Günther und Hans Günther die Erlaubnis, an einer bis dahin noch unbesiedelten Stelle im Rosenthal, an der Einmündung der Katze in die Schwarza, eine Saigerhütte mit Wohnhäusern und Kohlenschuppen zu errichten. Zu den Gesellschaftern gehörten die Handelsherren Wolf von Lindenau der Ältere,  Arnt Preun, Theobald Preun und Markus Merten. Mit dem Bau der ersten Gebäude wurde im April 1566 begonnen. Die „Hütte an der Katze“ oder auch „Katzenhütte im Rosenthal“ führte später zur Namensgebung des Dorfes Katzhütte.
Noch ältere Aufzeichnungen in den Kirchenbüchern der Gemeinde Meuselbach bezeichnen die Gegend als Gräntzhaus.
Das Hüttenwerk verarbeitete aus den Mansfelder Kupfergruben angeliefertes Schwarzkupfer. Im Saigerverfahren entstand daraus Garkupfer und zudem auch ein Anteil Silber. Nach Verfall des Hüttenwerkes 1576 sicherte vor allem der neue Eisenhammer den Bewohnern ihren Lebensunterhalt.
Die ausgedehnten Wälder boten noch im 14. Jahrhundert Unterschlupf für Braunbären, Hirsche und anderes Getier, daher befand sich am Wurzelberg ein fürstliches Jagdhaus. 1786 nisteten noch Steinadler in der Nähe und 1810 wurde der letzte Luchs und 1820 ein letzter Wolf geschossen. Anlässlich einer Hofjagd im Jahr 1581 wurden in einer Woche 266 Hirsche, davon 161 Hirschkälber und 63 Spießhirsche erlegt.
Der Wald lieferte den Waldbauern das Heu und Einstreu, Handwerkern die benötigte Holzkohle, während Flößer das Holz zu Tal beförderten. Holzfäller, Köhler und Flößer waren daher weit verbreitete Berufe. Auch wurden hier die ersten Versuche zur Porzellanherstellung gemacht (etwa um 1759). Dies stand im Zusammenhang mit dem Besitzer des Eisenwerkes Johann Wolfgang Hammann. Hammann verlegte die Produktion aber später nach Wallendorf. Die Produktion erlangte dort als Wallendorfer Porzellan überregionale Bekanntheit. Das Herrenhaus wurde 1760 von Hammann erbaut.  Erst im 19. Jahrhundert kamen weitere Fabriken in Katzhütte hinzu, insbesondere die 1864 errichtete Porzellanfabrik Hertwig & Co., deren Produkte bis heute begehrte Sammlerobjekte darstellen.
Vor der ständigen Besiedlung der Landschaft waren einige Wasserläufe als Orientierungs- und Grenzpunkte bekannt. Erstmals erwähnt wurden im Jahr 1229 die Oelze (Ulsna), 1366 Wenigen Wolgast (Kleine Wulst) und die Weiße Schwarza. Der Ort Katzhütte erstreckt sich kilometerweit in den Tälern von Katze, Oelze, Masse und Schwarza. Die kleinen, mit Schiefer gedeckten Häuser ziehen sich in geschlossener Reihe am Berghang im oberen Schwarzatal hin. Bis 1918 gehörte Katzhütte zur Oberherrschaft des Fürstentums Schwarzburg-Rudolstadt.
Während des Zweiten Weltkrieges mussten 52 Arbeitskräfte aus Polen und der Sowjetunion, die in „Ostarbeiterlagern“ von Katzhütte und Oelze untergebracht waren, Zwangsarbeit verrichten.

### Einwohnerentwicklung
Entwicklung der Einwohnerzahl (ab 1994 31. Dezember):
| - 1756: 0533 - 1794: 0701 - 1812: 0836 - 1824: 0891 - 1829: 1134 - 1858: 1076 - 1890: 1553 - 1902: 1819 - 1933: 2113 - 1939: 1913 - 1950: 3800 | - 1976: 3022 - 1987: 2600 - 1994: 2156 - 1995: 2106 - 1996: 2151 - 1997: 2157 - 1998: 2196 - 1999: 2221 - 2000: 2223 - 2001: 2234 - 2002: 2244 | - 2003: 2226 - 2004: 2201 - 2005: 2162 - 2006: 2119 - 2007: 1897 - 2008: 1801 - 2009: 1750 - 2010: 1657 - 2011: 1511 - 2012: 1486 - 2013: 1435 | - 2014: 1410 - 2015: 1373 - 2016: 1358 - 2017: 1317 - 2018: 1293 - 2019: 1293 - 2020: 1291 - 2021: 1267 - 2022: 1257 - 2023: 1229 |

 Datenquelle ab 1994: Thüringer Landesamt für Statistik

### Verlorene Orte

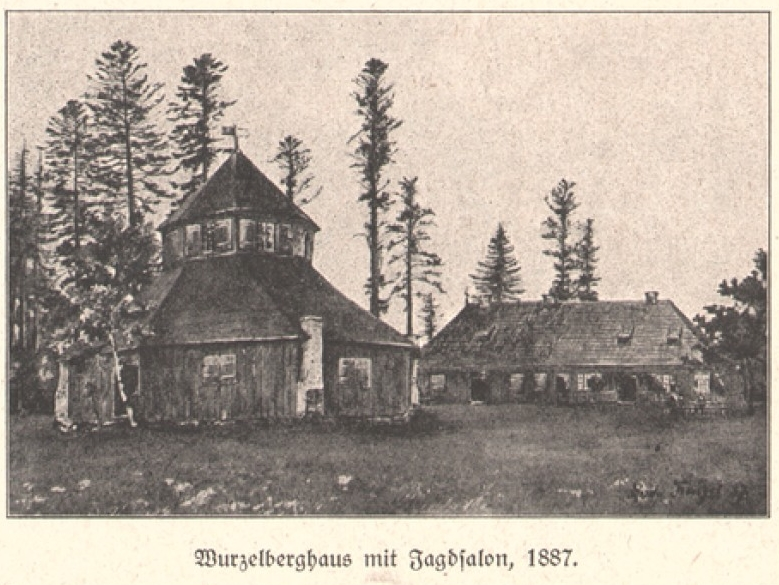
Der 1740 erbaute Jagdsalon war vollständig aus Holz und überdauerte in der extremen Witterung bis Ende der 1890er Jahre.

- ehemaliges achteckiges Jagdschloss (Jagdsalon) der Grafen und Fürsten von Schwarzburg-Rudolstadt auf dem Wurzelberg (erbaut 1740, Abriss ca. 1900 wegen Baufälligkeit). Zur Anlage gehörten weiterhin ein Wohnhaus für Jäger und Dienerschaft (Jägerhaus oder Wurzelberghaus genannt), Pferdestall, Kutschenremise und Kohlenschuppen.[12]
- Betriebsgelände des ehemaligen Eisenwerkes, später VEB KEFAMA. Die Gebäude wurden bis auf wenige Ausnahmen in den 1990er Jahren abgerissen.
- Betriebsgelände der ehemaligen Porzellanfabrik Hertwig und des späteren VEB Zierkeramik (liquidiert Ende der 1990er Jahre, abgerissen Mitte 2005).
- Farbenfabrik zu Neuwerk bei Oelze (geschlossen 1990 und in der Folge abgerissen).
- Das frühere Hotel Kieslerstein, später „Haus des Volkes“, mit Gaststätte, Bar und zwei Sälen wurde Anfang 2015 abgerissen. Es stand seit 1990 leer und verfiel nach der Privatisierung zu einer Ruine. Damit verschwand die größte kulturelle Einrichtung des Ortes, die Heimstatt des „Karneval im Schwarzatal“, der Ort für zahlreiche kulturelle Veranstaltungen und die Urlauberbetreuung.
- Gasthaus „Zum Rosenbaum“ – Sitz der Bürgerwehr im Revolutionsjahr 1848. Später Wohnhaus und abgerissen für einen Einkaufsmarkt nach der Wiedervereinigung Deutschlands. (Standort neben der heutigen Sparkasse)
- früherer Sommergarten und Sommerpavillon der Familie Hertwig. Während der DDR bis Anfang der 1970er Jahre Haus der Jungen Pioniere. Danach dem Verfall preisgegeben
- Hertwigsvilla (ehemalige Villa der Fabrikantenfamilie Hertwig). Die Villa wurde nach 1945 als Wohnhaus genutzt, stand aber nach 1990 lange Zeit leer. Da die Gemeinde Katzhütte das Gebäude nicht erhalten konnte, verfiel es zusehends. Im Frühjahr 2011 musste die Ruine abgerissen werden.
- Königstanne – Einst die mächtigste Tanne Deutschlands mit 44 m Höhe und einem Fußumfang von 8,75 m. In Brusthöhe hatte sie einen Durchmesser von 2,20 m. Die Holzmasse wurde rechnerisch ermittelt und betrug 66 Festmeter. Über 500 Jahre stand die Königstanne auf dem Wurzelberg, als sie im September 1947 während eines Sturmes zu Boden stürzte, daher nicht in Liste der dicksten Tannen in Deutschland genannt.

## Politik

### Wappen
Blasonierung: „Über goldenem Schildfuß, darin ein schwarzer Kamm unter einer liegenden schwarzen Gabel, gespalten und halb geteilt von Rot, Silber und Blau überdeckt durch einen schräglinken von Silber und Blau gestückten Stabbalken.“
Bedeutung: Die Farben vom Hauptschild deuten auf die Schwarzburger hin (Blau und Weiß), sowie auf Thüringen (Weiß und Rot). Die Leiste soll als verbindendes Element die Zugehörigkeit des Ortsteiles Oelze (ehemals Schwarzburg-Sondershausen) zu Katzhütte (ehemals Schwarzburg-Rudolstadt) symbolisieren. der Schildfuß zeigt das Amtswappen der Schwarzburger (beide Linien), die kaiserliche Erbstallmeister waren.
Das Wappen wurde von Ernst Henklein entworfen und am 19. März 1991 in die Quedlinburger Wappenrolle eingetragen.

## Kultur und Sehenswürdigkeiten
- Michaeliskirche, erbaut 1756 im Bauernbarock mit einer Orgel von Johann Michael Wagner aus Schmiedefeld am Rennsteig
- Bergkirche Oelze mit Sauer-Orgel
- Franzosengrab. Im Oktober 1813 starb bei einem Köhlermeister in der Nähe des Mittelbacher Teiches ein französischer Grenadier, der vermutlich nach der Völkerschlacht bei Leipzig auf der Flucht war. Der Soldat wurde an Ort und Stelle begraben. Als der Köhler nach einigen Wochen in sein Heimatdorf Katzhütte zurückkehrte, teilte er dem Pfarrer den Vorfall mit. Dieser trug den Sterbefall unter der Rubrik „Merkwürdigkeiten“ in das Kirchenbuch von Katzhütte ein.[13][14]
- Rohrbachvilla (ehemalige Villa des Eisenwerkbesitzers Rohrbach), im Volksmund auch „Tränenvilla“ genannt. Nach 1945 Landambulanz Katzhütte, heute renommiertes Ärztehaus, u. a. mit Hausarztpraxis, Schmerztherapiezentrum und Physiotherapiepraxis.
- Herrenhaus, erbaut 1760, nach 1945 Sitz der Forstverwaltung, in den 1990er Jahren aufwändig renoviert und heute Sitz der Gemeindeverwaltung.

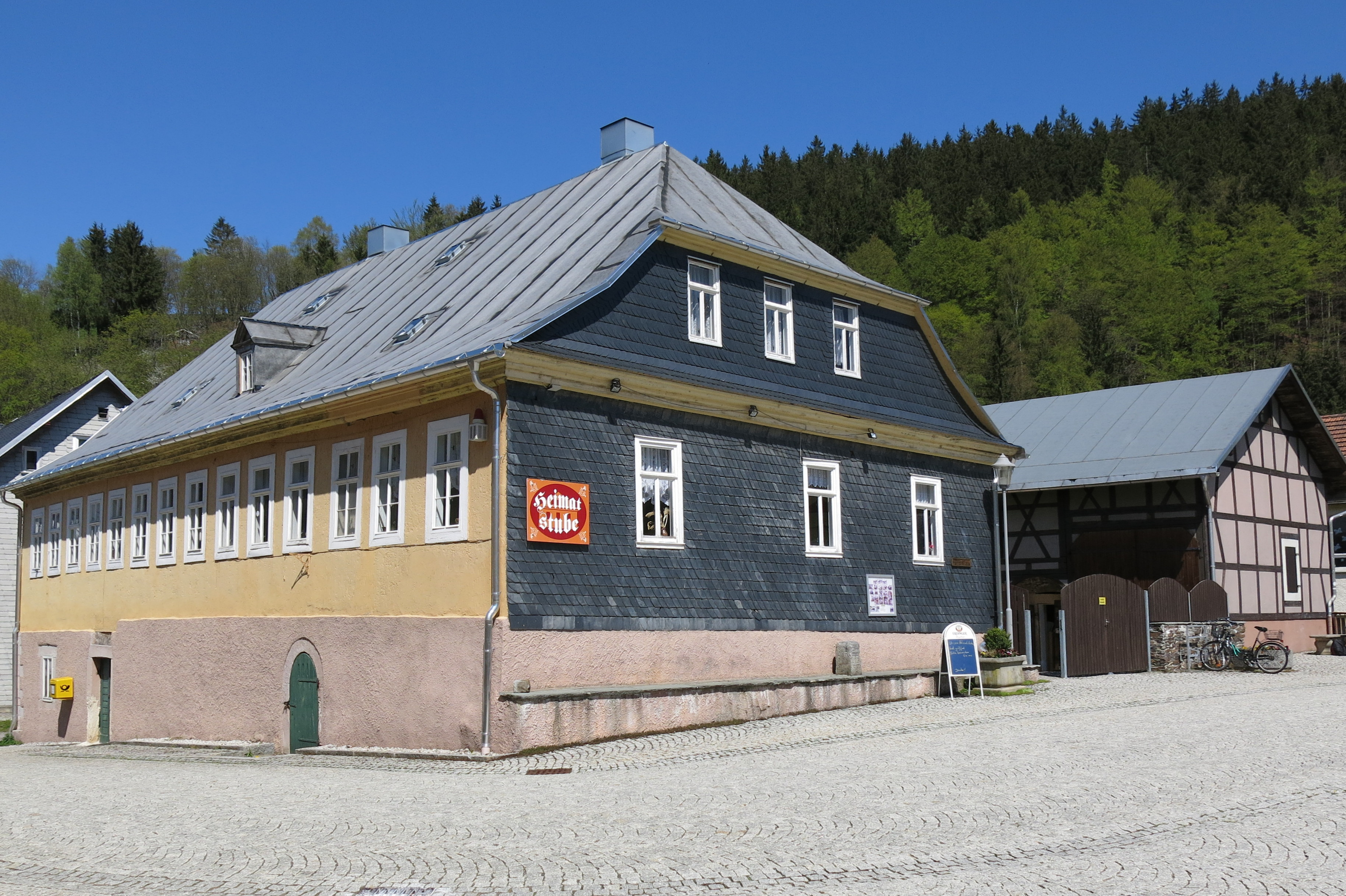
Ehemaliges Lindigforsthaus mit Heimatstube

- Heimatstube Katzhütte, entstanden aus dem ehemaligen Lindigforsthaus. Sie zeigt in zahlreichen Räumen und auf dem Freigelände einen repräsentativen Überblick über die Ortsgeschichte, das Handwerk, das Leben und Treiben in Katzhütte und Oelze.
- Kieslerstein. Ein geologisches Denkmal mit einer Schillerplakette (in den 1930er Jahren vom Thüringerwaldverein gestiftet), die an Schillers Tochter Caroline, die einige Jahre in Katzhütte wohnte, erinnert. Die von Randalierern zerstörte Tafel wurde vom Heimatverein Katzhütte erneuert und durch die Gemeinde wieder am Kieslerstein angebracht.
- Reichenbacher Teich. Ein ehemaliger Flößteich, der bei genügendem Wasserstand zum Flößen von Holzklaftern diente. Später zum Fischteich umgebaut und heute Pachtgewässer der Sportangler von Katzhütte und Oelze. Gut zu erreichendes touristisches Wanderziel.
- Geologischer Lehrpfad „Katzhütter Schichten“. Auf ca. 6 km Weglänge werden die über 600 Millionen Jahre alten präkambrischen „Katzhütter Schichten“ (offizielle geologische Bezeichnung), die Frauenbachfolge (Ordovizium) und das Geotop „Bärentiegel“ (Ordovizium) vorgestellt.
- Petrowski-Denkmal im Ortsteil Oelze an der Waldwiese Gläserthälchen gelegen. Das Denkmal erinnert an das "Sommerlager des Jung-Spartakusbundes im Juli 1928". Das Denkmal wurde auf Initiative von Emil Machold in den Jahren 1962/63 im Rahmen des Nationalen Aufbauwerkes NAW erbaut. Am 13. Oktober 1963 fand die feierliche Einweihung statt.[15]

Siehe auch Liste der Kulturdenkmale in Katzhütte

## Wirtschaft und Infrastruktur
In Katzhütte und Oelze gab es mehrere Fabriken, die einem großen Teil der einheimischen Bevölkerung und Menschen aus anderen Orten Arbeit und Brot gaben. In Katzhütte waren das: das Eisenwerk, später VEB KEFAMA, als der größte einheimische Betrieb, die Porzellanfabrik Hertwig, später VEB Zierkeramik, die auch viele Heimarbeiter beschäftigte, zeitweilig eine Knopffabrik, eine Zigarrenfabrik und eine Geigenfabrik, eine Farbenfabrik (Farbenfabrik zu Neuwerk bei Oelze), zwei Glaswerke und die einheimische Forstwirtschaft. Dazu gezählt werden müssen auch zahlreiche Massemühlen und Sägewerke. Inzwischen ist der Ort fast deindustrialisiert. In Katzhütte existiert nur noch der Betrieb der Schwarzataler Kunststoff GmbH, Sandstrahlarbeiten Thorsten Günsche und Werkzeug- und Maschinenbau  Norbert Werner. In Oelze existiert noch die Relaistechnik Witte, Metallbau Pohl und Fischer Metallbau. Des Weiteren sind Handwerke der verschiedensten Gewerbe und Geschäfte sowie Gaststätten in beiden Orten ansässig. Die beiden Poststellen wurden geschlossen und die Gebäude verkauft. Als Ersatz richtete die Deutsche Post in der Tankstelle eine Postagentur ein.
Katzhütte ist Endbahnhof der Schwarzatalbahn aus Rottenbach/Saalfeld/Saale und wird im Stundentakt von der Linie RB 60 (OBS) bedient.

### Tourismus

#### Bis 1990
Die Landschaft des Schwarzatales zog jährlich ca. 12.000 Besucher nach Katzhütte. Diese Urlauber kamen im Sommer zum Wandern und Erholen sowie im Winter zum Skifahren an der Sedanklause, an der sich ein Skilift befand.
Unterkünfte waren ein FDGB-Heim, ein Vertragshaus mit 56 Betten, vier Betriebserholungsheime, vier Kinderferienlager – darunter eines, das der VEB Technische Gebäudeausrüstung Halle im Bärentiegel betrieben hat –, sowie das Betriebs-Ferienlager „Martin Andersen Nexö“ des Kombinats VEB Keramische Werke Hermsdorf,  eine Jugendherberge und 21 Privatzimmer.
Zur gastronomischen, kulturellen und sportlichen Betreuung der jährlich 12.000 Urlauber standen acht öffentliche Gaststätten mit rund 400 Sitzplätzen, eine Sporthalle mit Klubraum, Innen- und Außenkegelbahn sowie eines Außenfeldschachspieles, das Haus des Volkes mit einem kleinen Speisesaal, einen Gastraum, einen kleinen Gastraum und einen größeren Saal, ein Sportplatz mit Sportlerheim, ein Schlepplift, eine Ski- und Fahrradausleihstation und einem Klubraum für Urlauber in der Bahnhofsstraße zur Verfügung. Dazu kam ein Kino mit 300 Sitzplätzen, das 1939 erbaut und 1991 abgerissen wurde.
In Katzhütte-Oelze fanden regelmäßig kulturelle Veranstaltungen statt. Es wurden zum Beispiel Begrüßungs- und Folkloreabende gefeiert, Konzerte durchgeführt und für Kinder gab es extra Kinderveranstaltungen.
Ein Höhepunkt in jedem Jahr waren und sind der Karneval und die drei Kirmsen (Stachelbeerkirmes in Oelze, die Katzhütter Kirmes und die Mühlkermse im Ortsteil Mühle).
Das Wanderwegenetz wurde im Laufe der Zeit immer weiter ausgebaut und verschönert. Dies erfolgte zum Teil durch die Anwohner des Ortes in Eigenleistung. Es bestanden 30 km Gebiets- und Ortswanderwege, 900 m² Parkanlagen mit Ruhebänken (insgesamt 120 Stück). Diese Parkanlagen wurden auch zum Teil in private Fürsorge gestellt.

#### Seit 1990
Nach der Wiedervereinigung 1990 wurden z. B. die meisten Betriebe, das FDGB-Ferienheim, das Haus des Volkes, die Kinderferienlager geschlossen und die Bahnstrecke wurde für einige Jahre stillgelegt. Insgesamt war der Tourismus stark rückläufig. So gab es im Jahr 2005 nur noch etwa 2700 Urlauber mit insgesamt etwa 8000 Übernachtungen.
Die größten Besuchermagneten sind der Geo-Lehrpfad und die Heimatstube. 2005 entstand ein Goldwaschplatz.
Im Jahre 2000 wurde in Katzhütte eine Wetterstation des meteomedia-Wetternetzes (Jörg Kachelmann) errichtet.

## Persönlichkeiten
- Johann Wolfgang Hammann (* 11. Juni 1713 in Weidenberg; † 10. Oktober 1785 in Wallendorf) war von 1752 bis 1768 Besitzer des Eisenhütten- und Hammerwerkes in Katzhütte; Mitbegründer der Wallendorfer Porzellanmanufaktur
- Caroline Henriette Luise Junot, geb. Schiller (* 11. Oktober 1799 in Jena; † 19. Dezember 1850 in Würzburg); Tochter von Friedrich Schiller; wohnte von 1836 bis 1839 im Herrenhaus in Katzhütte
- Franz Karl Immanuel Junot (* 24. April 1785 in Ballenstedt; † 4. Januar 1846 in Rudolstadt); Fürstlich-Schwarzburgischer Hütteninspektor; leitete von 1821 bis 1840 das Hüttenwerk in Katzhütte

### Söhne und Töchter der Gemeinde
- Oskar von Truppel, (* 17. Mai 1854 in Katzhütte; † 20. August 1931 in Berlin), Marineoffizier, zuletzt Admiral der Kaiserlichen deutschen Marine und 1901–1911 Gouverneur von Kiautschou
- Wilhelm Neuhäuser, (* 13. Dezember 1885 in Katzhütte; † 1. Januar 1960 in Dachau); Maler, Bildhauer, Modelleur; von 1919 bis 1960 freischaffender Künstler in Dachau[16][17]
- Dieter Rewicki (1936–2021), Chemiker und Hochschullehrer

## Vereine
- SV Motor Katzhütte-Oelze e. V.

Zur Entwicklung der Sektion Fußball wird auf den Artikel BSG Aufbau Katzhütte verwiesen.
- Heimatverein Katzhütte-Oelze e. V.
- Feuerwehrverein Katzhütte e. V.
- Feuerwehrverein Oelze e. V.
- Musikverein Oelze e. V.
- Karnevalverein Oelze e. V.
- Sportfischerverein Katzhütte e. V.
- Schulförderverein der Staatlichen Grundschule Katzhütte e. V.
- Mühlkermsenverein Katzhütte e. V.
- Förderverein des Kindergartens "Zwergenparadies" Katzhütte e. V.
- Förderverein Schwarzatalhospiz e. V.